# Supercoppa LNP di Serie B 2024
La Supercoppa LNP di Serie B 2024, denominata Supercoppa LNP 2024 Old Wild West per ragioni di sponsorizzazione, è stata la 5ª edizione della Supercoppa LNP di Serie B.
La competizione, che si è svolta a Livorno il 21 e il 22 settembre 2024, ha visto sfidarsi in campo le migliori squadre della stagione di Serie B Nazionale 2023-2024, in base ai criteri di qualificazione stabiliti dalla nuova formula della competizione.

## Squadre
Le squadre qualificate alla competizione sono:
| Squadre            | Qualificazione | Vittorie precedenti |
| ------------------ | --- | ------------------- |
| Herons Montecatini | Vincitrice della Coppa Italia Serie B Nazionale 2024 | Nessuna             |
| Pielle Livorno     | Vincitrice della Supercoppa B Nazionale 2023 | 1 (2023)            |
| Pall. Roseto       | Finalista Playoff B Nazionale 2024 Tabellone 2 | Nessuna             |
| Ruvo di Puglia     | Semifinalista Playoff B Nazionale 2024 (squadra con la migliore classifica, in sostituzione di Herons Montecatini finalista Tabellone 1, già qualificata) | Nessuna             |

## Tabellone
La prima semifinale vede affrontarsi la vincitrice della Coppa Italia LND di Serie B contro la Finalista del Tabellone 2 dei Play-off di Serie B Nazionale. Nella seconda semifinale si sono scontrati la vincitrice dell'ultima edizione della Supercoppa contro la Finalista del Tabellone 1 dei Play-off di Serie B Nazionale (in sostituzione del Herons Montecatini finalista Tabellone 1, già qualificata è stata scelta la formazione meglio classificata nell'ultimo campionato di Serie B Nazionale). 
|  | Semifinali         | Semifinali         | Semifinali     |                |              | Finale       | Finale | Finale |  |
|  |                    |                    |                |                |              |              |        |        |  |
|  | Herons Montecatini | Herons Montecatini | 58             |                |              |              |        |        |  |
|  | Herons Montecatini | Herons Montecatini | 58             |                |              |              |        |        |  |
|  | Pall. Roseto       | Pall. Roseto       | 76             |                |              |              |        |        |  |
|  | Pall. Roseto       | Pall. Roseto       | 76             |                | Pall. Roseto | Pall. Roseto | 84     |        |  |
|  |                    |                    |                |                | Pall. Roseto | Pall. Roseto | 84     |        |  |
|  |                    |                    | Pielle Livorno | Pielle Livorno | 53           |              |        |        |  |
|  | Pielle Livorno     | Pielle Livorno     | Pielle Livorno | Pielle Livorno | 53           | 63           |        |        |  |
|  | Pielle Livorno     | Pielle Livorno     |                |                |              |              |        |        |  |
|  | Ruvo di Puglia     | Ruvo di Puglia     | 62             |                |              |              |        |        |  |

## Semifinali
| Livorno 21 settembre 2024, ore 16:15 Semifinale | Herons Montecatini | 58 – 76 (13-21, 24-42, 41-59) referto | Pall. Roseto | Modigliani Forum |

| Livorno 21 settembre 2024, ore 20:45 Semifinale | Pielle Livorno | 63 – 62 (24-11, 37-29, 49-48) referto | Ruvo di Puglia | Modigliani Forum |

## Finale
| Livorno 22 settembre 2024, ore 17:15 Finale | Pall. Roseto | 84 – 53 (21-9, 42-25, 62-40) referto | Pielle Livorno | Modigliani Forum |